# Карточная система
Карточная система — система снабжения населения товарами в условиях дефицита, один из способов рационирования.
Современная карточная система появилась в Европе во время Первой мировой войны в ряде воюющих держав, в дальнейшем использовалась некоторое время в странах, экономика которых пострадала в результате войны, впоследствии — во время Второй мировой войны и после нее.
В XX веке широко применялась в странах социалистического лагеря для борьбы с товарным дефицитом.
В странах с рыночной экономикой существует карточная система льготной покупки продуктов с целью поддержки социально незащищенных слоёв населения.
Карточки (талоны) устанавливали определённые нормы потребления товаров на человека в месяц, поэтому такая система называлась также нормированным распределением.

## Древний мир
Впервые карточки на получение продовольствия («тессеры») были отмечены ещё в Древнем Риме.
Во Франции в период якобинской диктатуры вводились карточки на хлеб (1793—1797).

## Первая мировая война
Во время Первой мировой войны нормированное карточное распределение существовало в ряде воюющих держав, в частности, в США и Германии. Первую в Европе систему нормирования продовольствия разработал советник по экономическим вопросам военного министерства Пруссии, выходец из Лифляндской губернии Российской империи Карл Баллод.
В Российской империи война потребовала централизованного снабжения продовольствием 15-миллионной армии и ряда губерний. В августе 1915, спустя год после начала войны, правительство империи было вынуждено пойти на ряд нерыночных мер — учреждается «Особое совещание по продовольствию» с полномочиями на установление сначала предельных, а потом и твёрдых закупочных цен, на реквизацию продуктов[уточнить].
С весны 1916 года в ряде губерний введена карточная система на продукты питания (на сахар, поскольку сахаропроизводящие заводы Царства Польского оказались в зоне оккупации и военных действий).
Временное правительство уже 25 марта (7 апреля) 1917 года ввело «хлебную монополию» (теперь весь хлеб, всё зерно становилось собственностью государства) и хлебные карточки.
Далее бесконтрольный выпуск необеспеченных денег привёл к развалу товарно-денежной системы, что вынудило к расширению карточной системы распределения: с июня карточки распространяются на крупы, в июле — на мясо, в августе — на коровье масло, в сентябре — на яйца, в октябре — на растительные масла, в ноябре и декабре 1917 г. — на кондитерские изделия и на чай.
В 1916 году карточная система вводилась даже в нейтральной Швеции.

## Советская Россия и СССР
Военный коммунизм
Карточная система широко использовалась в Советской России с момента её создания в связи с политикой «военного коммунизма». При этом ещё до захвата власти Ленин писал:

Нам надо не только сломить какое бы то ни было сопротивление. Нам надо заставить работать в новых организационно-государственных рамках. Недостаточно «убрать вон» капиталистов, надо (убрав вон негодных, безнадежных «сопротивленцев») поставить их на новую государственную службу. Это относится и к капиталистам и к известному верхнему слою буржуазной интеллигенции, служащих и т. д.
И мы имеем средство для этого. Нам дало для этого средство и оружие в руки само воюющее капиталистическое государство. Это средство — хлебная монополия, хлебная карточка, всеобщая трудовая повинность. «Кто не работает, тот не должен есть» — вот основное, первейшее и главнейшее правило, которое могут ввести в жизнь и введут Советы рабочих депутатов, когда они станут властью....
...Богатые должны получить от того союза рабочих или служащих, к которому ближе всего относится их область деятельности, рабочую книжку, они должны еженедельно, или через какой-либо другой определенный срок, получать удостоверение от этого союза, что ими добросовестно выполняется их работа; без этого они не могут получить хлебной карточки и продуктов продовольствия вообще.

Как указывает известный экономист Пол Грегори, рыночное распределение ресурсов, в том числе продовольствия, подрывало бы тотальный политический контроль над обществом, к которому стремился Ленин и его группировка. Поскольку никаких легальных способов заработка, кроме работы на режим большевиков не оставалось, «продовольственная диктатура» была важным средством подавления сопротивления населения новой власти.
НЭП
Первая отмена карточной системы произошла в 1921 году в связи с переходом к политике НЭПа.
Сталинский период
Карточная система на хлеб была введена в СССР в 1929 году.
В январе 1931 года по решению Политбюро ЦК ВКП(б) Наркомат снабжения СССР ввёл всесоюзную карточную систему распределения основных продуктов питания и непродовольственных товаров. Карточки выдавались только тем, кто трудился в государственном секторе экономики (промышленные предприятия, государственные, военные организации и учреждения, совхозы), а также их иждивенцам. Вне государственной системы снабжения оказались крестьяне и лишённые политических прав (лишенцы), вместе составлявшие более 80 % населения страны.
1 января 1935 года были отменены карточки на хлеб, 1 октября — на другие продукты, а вслед за ними и на промтовары.
Постановлением от 7 декабря 1934 года после повышения в июне цен на «карточный хлеб» в два раза, что их приблизило к коммерческим ценам, с 1 января 1935 года она была отменена. Через несколько дней после провозглашения политического решения пленума ЦК об отмене карточек были установлены новые розничные цены на ржаной и пшеничный хлеб и значительно более высокие цены на муку. Наиболее распространённой стала цена на пшеничный хлеб 1 руб. за кг — вдвое больше старой «нормальной» цены и на треть меньше старой коммерческой. Предпосылками отмены стали относительно урожайные последние годы, за счёт чего увеличились заготовки хлеба, и политика стимулирования дальнейшего производства увеличением закупочных цен.
Одновременно с началом свободной продажи продуктов вводилось ограничение по отпуску товаров в одни руки. Причём с течением времени количество единовременно отпускаемой продукции уменьшалось. Если в 1936 году покупатель мог купить 2 кг мяса, то с апреля 1940 года — 1 кг, а колбасы вместо 2 кг в одни руки разрешили давать только 0,5 кг. Количество отпускаемой рыбы уменьшили с 3 кг до 1 кг, а сливочного масла с 500 г до 200 г. Но на местах, исходя из реального наличия продуктов, часто устанавливали нормы выдачи, отличные от общесоюзных. Так, в Рязанской области выдача хлеба в одни руки колебалась в разных районах и колхозах от общесоюзных 2 кг до 700 г.
Вскоре последовали новые кризисы снабжения (1936—1937, 1939—1941), локальный голод и стихийное возрождение карточек в регионах. Страна вступила в мировую войну в состоянии обострённого товарного кризиса с многотысячными очередями.

## Вторая мировая война
В период Второй мировой войны нормированное карточное распределение основных продовольственных товаров было введено в ряде держав, участвующих в войне: СССР, Германии, Великобритании, США, Канаде, Японии и пр.
В США под нормированное распределение (англ. Rationing in the United States) с начала 1942 года попадало множество товаров, в частности, сахар, мясо, шины, бензин, велосипеды и обувь. Нормы потребления сахара были установлены на уровне 0,5 фунта (227 г) на человека в неделю и к середине 1945 года были сокращены до 0,285 фунта (129 г) в неделю. Норма бензина для владельцев частных автомашин, не связанных напрямую с обороной, составляла 11—15 л в неделю. Жёстко регулировались нормы отпуска резиновых изделий.
После войны нормы отменялись по мере того, как рынок обеспечивал страну товарами. Карточки на большинство товаров были отменены в течение 1945 года, на сахар в 1947 году.
В Германии карточное распределение (имперская карточная система) было введено 20 сентября 1939 года и насчитывало, в общей сложности, 62 вида карточек.
В СССР карточное распределение введено с июля 1941 года. Постановление Совета народных комиссаров СССР № 1882 от 18 июля 1941 года ввело продажу отдельных товаров по продовольственным и промтоварным карточкам в Москве, Ленинграде, в «отдельных городах и пригородных районах Московской и Ленинградской областей». За бланк карточки взималась плата — 10 копеек. Карточное снабжение в СССР было отменено в декабре 1947 года. 
В Чехии карточная система на основные продукты питания была введена 2 октября 1939 года, на ткани, одежду, обувь и печное топливо — в декабре того же года. С изменениями и дополнениями просуществовала до 31 мая 1953 года и была отменена в ходе проведения денежной реформы.
В Великобритании под нормированное распределение (англ. Rationing in the United Kingdom) с 1940 года попадали животное масло, сахар и бекон, а с августа 1942 года — почти все продукты, кроме хлеба и овощей. Карточки на бензин были отменены в 1950 году, на сахар и сладости в 1953 году, на мясо в июле 1954 года.
В Японии карточная система отменена в 1949 году, государственный контроль над ценами отменен в 1952 году.
В Израиле карточная система вводилась в 1949—1952 («режим аскетизма»).

## Борьба с дефицитом в СССР

### Талонная система
Суть талонной системы заключается в том, что для покупки дефицитного товара необходимо не только заплатить деньги, но и передать особый талон, разрешающий покупку данного товара.
Талоны на продукты питания и некоторые товары народного потребления получались по месту прописки в ЖЭК (или общежитии — для студентов вузов). По месту работы (обычно в профкоме) были организованы распространение некоторых продуктов и промтоваров, полученных при натуральном обмене между предприятиями. Организация торговли через «заказы» также могла требовать налаживания системы контроля, например продажа мяса по «талону-заказу» требовала простановки двух печатей: ЖЭКа, выдававшего талон, и магазина, осуществлявшего продажу.
Причиной возникновения талонной системы был дефицит некоторых товаров широкого потребления.
Целью введения талонов было обеспечить население минимально гарантированным набором товаров. Спрос должен был снизиться, так как без талона соответствующие товары в государственной сети торговли фактически не продавали. На практике иногда не удавалось использовать талоны, если соответствующих товаров в магазинах не было. Некоторые товары, если они были в избытке, продавали без талонов, хотя талоны выдавались, например, и на соль.
Без талона купить товар можно было на рынках и у спекулянтов.
Предполагаемая норма потребления могла отличаться в зависимости от статуса населённого пункта; так, при введении в Челябинской области в 1981 году нормирования масла, норма для Челябинска, Магнитогорска и 5 других крупных городов составляла 200 грамм на человек в месяц, для некоторых городов поменьше — 150 грамм, для большинства населённых пунктов — 100 грамм. Обеспечение талонов конкретным видом продукции могло варьировать; так, при гарантированной норме в 2 килограмма мясопродуктов на человека в месяц, талоны в Челябинской области в 1983 году отоваривались на 67 % колбасами, на 23 % мясом птицы и на 10 % мясом говядины и свинины (в основном для инвалидов войны и диабетиков), в 1985 году ситуация с поставкой мясопродуктов ухудшилась, и талоны отоваривались в основном варёными колбасами, свининой и тощей бараниной.
Перестройка, с одной стороны, частично отменила обязательные государственные поставки, а с другой — ликвидировала монополию внешней торговли, в результате чего у предприятий-экспортёров и кооператоров образовалась масса не обеспеченных товарной массой денег. Это привело к увеличению дефицита некоторых товаров и некоторому расширению талонной системы, а с разрастанием дефицита в 1989—1990 годах повсеместно были внедрены талоны на многие продукты питания и некоторые иные товары (табачные изделия, водка, колбаса, мыло, чай, крупы, соль, сахар, в некоторых случаях, в отдалённых местностях, хлеб, молоко, майонез, стиральный порошок, женское бельё и т. д.).

### Хронология
Поскольку крупные и «закрытые» города СССР снабжались продовольствием лучше провинции, в попытках прекратить вывоз дефицитных товаров (мяса, мясных и рыбных продуктов) иногородними руководство отдельных городов стало выдвигать идеи ввода талонов на мясо. В конце 1970-х — первой половине 1980-х годов, в связи с нарастающим продовольственным дефицитом, в некоторых городах и областях страны (Пермь, Свердловск, Челябинск, Вологда, Железногорск и другие) были предприняты попытки регулирования потребления путём ввода нормирования и талонов на некоторые виды продовольствия (мясо, мясопродукты, колбаса, животное масло).
В 1986 году первый секретарь Волгоградского обкома КПСС, выступая на XXVII съезде КПСС, предлагал ради решения назревшей проблемы разрыва между спросом и предложением и отмены талонов провести реформу розничных цен.
Талонная система стала широкомасштабно вводиться в 1989 году и наибольшее распространение получила в 1990—1991 годы, когда тотальный дефицит достиг пика, причём продукты стали исчезать как мясные, так и рядовые, которые раньше не были в дефиците: сахар, крупы, растительное масло и другое.
Талонная система сошла на нет с начала 1992 года в связи с «отпуском» цен, вызвавшим гиперинфляцию (только за 1992 год цены выросли в 26 раз) и распространением свободной торговли. На ряд товаров в некоторых регионах талоны сохранялись дольше.

## Рационирование в Польше
В Польше карточное распределение продуктов называлось рационированием: началось оно в 1976 году, когда продажа сахара на человека была ограничена до двух килограммов в месяц. В 1981 году рационированию подверглись уже мясо и мясные продукты; за ними последовали масло, молоко, мука, рис и крупы, алкоголь, сигареты, кофе, шоколад и бензин. Длилось рационирование до августа 1989 года, когда последними были отменены карточки на мясо.

## Продуктовые карточки в США
В условиях рыночной экономики под талонами обычно понимают карточки на товары первой необходимости для социально незащищённых слоёв населения; товары по талонам выдаются либо бесплатно, либо по льготным ценам.
Талонная система для наименее защищённых групп населения давно уже действует в США. Продуктовые карточки — это привычный для Америки инструмент социальной поддержки. Продуктовый талон представляет собой электронную карточку, ежемесячно пополняемую государством из бюджетных средств. В среднем каждый человек получает продуктовых талонов на 115 долларов в месяц, а семья — на 255 долларов месяц.
В 2012 году количество американцев, получающих продуктовые талоны, выросло до рекордных 46,7 млн человек.

## Продуктовые карточки во время блокады Нагорного Карабаха
12 декабря 2022 года Азербайджан заблокировал единственную дорогу в непризнанную Республику Арцах. Из-за нехватки продовольствия в Арцахе с января 2023 года некоторые продукты питания населению стали отпускать в ограниченном количестве и исключительно по талонам. Это позволило на первое время обеспечить доступность некоторых пищевых продуктов для всех жителей Арцаха (граждан и не-граждан).